# Султан
Султан (арап. سلطان) исламска је политичка титула, са различитим историјским значењима. Изворно је то била апстрактна арапска именица, која је означавала снагу, ауторитет или одлучност и власт. Касније се користила као титула одређених муслиманских ауторитета (код нас је реч позната по турским султанима), који су тражили и вршили потпуни суверенитет над калифатима, без зависности од било којих виших ауторитета. Реч је касније добијала другачија значења у одређеним историјским контекстима.
Упркос независности Султана од халифа, они су углавном поштовали његову номиналну власт. Први признати Султан од стране халифа био је Селџук Тугрул 1055. Тако су се поделиле верска и политичка власт. Назив Султана су преузели Мамелуци и Османлије.
Термин се разликује од краља (ملك malik), иако се оба односе на сувереног владара. Употреба речи „султан“ је ограничена на муслиманске земље, где титула има верски значај, за разлику од више секуларног краља, који се користи у муслиманским и у немуслиманским земљама.

## Историја појма
Реч потиче од арапског и семитског корена salaṭa „бити тврд, јак”. Именица sulṭān је првобитно означавала неку врсту моралног ауторитета или духовне моћи (за разлику од политичке моћи), и у том смислу се користи неколико пута у Курану.
У раном муслиманском свету, коначну моћ и ауторитет је теоретски имао калиф, који се сматрао вођом калифата. Међутим, све већа политичка фрагментација муслиманског света после 8. века довела је у питање овај консензус. Локални гувернери са административним овлашћењима носили су титулу амира (традиционално преведено као „заповедник“ или „принц“) и постављао их је калиф, али су у 9. веку неки од њих постали де факто независни владари који су оснивали сопствене династије, као нпр. Аглабиди и Тулуниди. Крајем 10. века, термин „султан“ почиње да се користи за означавање појединачног владара са практично сувереном влашћу, иако је рана еволуција појма компликована и тешко ју је утврдити.
Прва велика фигура која је себи јасно доделила ову титулу био је газнавидски владар Махмуд (владао 998–1030) који је контролисао царство над данашњим Авганистаном и околним регионом. Убрзо након тога, Велики Селџуци су усвојили ову титулу након што су поразили Газнавидско царство и преузели контролу над још већом територијом која је укључивала Багдад, главни град абасидских калифа. Рани селџучки вођа Тугрил бег био је први вођа који је на свом новцу усвојио епитет „султан“. Док су Селџуци формално признавали калифе у Багдаду као универзалне вође муслиманске заједнице, њихова сопствена политичка моћ је очигледно засенила ове потоње. То је довело до тога да су различити муслимански учењаци – посебно Ал-Џувејни и Ал-Газали – покушали да развију теоријска оправдања за политички ауторитет селџучких султана у оквиру формалне врховне власти признатих калифа. Генерално, теорије су тврдиле да сва легитимна власт потиче од калифа, али да је делегирана сувереним владарима које је калиф признавао. Ал-Газали је, на пример, тврдио да док је калиф био гарант исламског закона (шеријата), принудна моћ је била потребна да би се закон применио у пракси, а вођа који је ту власт директно вршио био је султан.
Положај султана је наставио да расте на значају током периода крсташких ратова, када су лидери који су носили титулу „султан“ (као што су Салах ад-Дин и династија Ајубида) водили конфронтацију против крсташких држава на Леванту. Ставови о канцеларији султана додатно су се развили током кризе која је уследила након уништења Багдада од стране Монгола 1258. године, чиме су елиминисани остаци абасидске политичке моћи. Од тада су преживели потомци абасидских калифа живели у Каиру под заштитом Мамелука и још увек су били номинално признати од стране мамелука. Међутим, од овог периода они практично нису имали ауторитет и нису били универзално признати широм сунитског муслиманског света. Као заштитници лозе абасидских халифа, Мамелуци су себе признавали као султане, а муслимански учењак Халил ал-Захири је тврдио да само они могу да носе ту титулу. Без обзира на то, у пракси, многи муслимански владари овог периода су такође користили ту титулу. Монголски владари (који су од тада прешли на ислам) и други турски владари били су међу онима који су то учинили.
Положај султана и калифа почео је да се спаја у 16. веку када је Отоманско царство покорило Мамелучко царство и постало неоспорно водећа сунитска муслиманска сила у већем делу Блиског истока, северне Африке и источне Европе. Османски научник и правник из 16. века, Ебусуд Мехмет Ефенди, признао је османског султана (у то време Сулејмана Величанственог) као калифа и универзалног вођу свих муслимана. Ово спајање султана и калифе постало је јасније наглашено у 19. веку током територијалног опадања Отоманског царства, када су османске власти настојале да султана поставе вођом читаве муслиманске заједнице у суочавању са европском (хришћанском) колонијалном експанзијом. Као део овог наратива, тврдило се да је, када је султан Селим I заузео Каиро 1517. године, последњи потомак Абасида у Каиру формално му је предао положај калифе. Ова комбинација је тако уздигла султанов верски или духовни ауторитет, поред његовог формалног политичког ауторитета.
Током овог каснијег периода, титула султана се и даље користила изван Отоманског царства, као на пример код сомалијских аристократа, малајских племића и султана Марока (као што је династија Алауита основана у 17. веку). Међутим, шиитски муслимански владари га нису користили као суверену титулу. Иранска династија Сафавида, која је контролисала највећу шиитску муслиманску државу тог доба, углавном је користила персијску титулу шах, традиција која се наставила и под каснијим династијама. За разлику од тога, термин султан се углавном односио на гувернере провинција у њиховој области.

## Женски род
У женском роду, народ са Запада је користио термин султана или султанија, титула која се користила за неке муслиманске жене, попут мајки султана и жена. У Турској и Османском царству се овај термин користио за племићку даму, и то као "султан", пошто у турском језику не постоји род.